# Орден Державного Прапора
Орден Державного прапора (кор.: 국기 훈장) — наступна, після Ордена Кім Ір Сена і Ордена Кім Чен Іра, вища державна нагорода Корейської Народно-Демократичної Республіки.

## Історія
Перша в історії північнокорейська нагорода. Орден заснований указом Президії Верховного народного зібрання КНДР 12 жовтня 1948. Вручається офіційним особам, трудящим, військовим частинам, урядовим установам і різним організаціям, особливо відзначилися у військовій, політичній, економічній та культурній діяльності на благо країни.
Крім того, орденом нагороджуються функціонери Трудової партії Кореї за довголітню, бездоганну роботу (за 25 років — I ступеня, 20 років — 2 ступеня, 15 років — 3 ступеня).
Громадяни Північної Кореї, удостоєні почесного звання Герой КНДР і Герой Праці (КНДР), а також лауреати нагороди Кім Ір Сена одночасно стають кавалерами Ордена Державного прапора I ступеня.
Орденом нагороджуються як громадяни КНДР, так і зарубіжні особи, які внесли значний внесок у створення і розвиток держави КНДР.

### Нагороджені громадяни КНДР (неповний список)
- Кім Ір Сен (1953)
- Кім Чен Ір (1982) (4 рази l ступінь ll ступінь один раз)
- Кім Чен Сук (посмертно, 1972)
- Чо Мен Рок
- Чи иль Сіль
- Пак Сон Чхоль та ін

### Іноземні громадяни (неповний список)
- Василевський Олександр Михайлович (1948)
- Малиновський Родіон Якович (1948)
- Мерецков Кирило Панасович (1948)
- Бірюзов Сергій Семенович (1948)
- Лебедєв Микола Георгійович 1948
- Пен Дехуай (1951 і 1953)
- Ярузельський Войцех Вітольд (1977)
- Хабіарімана Жювеналь (1978)
- Петров Василь Іванович (маршал) (1985)
- Кастро Фідель (2006)
- Кожедуб Іван Микитович
- Кузін Михайло Ілліч
- Алексєєв Володимир Миколайович
- Брежнєв Леонід Ілліч
- Гофман Хайнц
- Мубарак Хосні
- Цеденбал Юмжагійн
- Новиченко Яків Тихонович (1985) та ін